# Luis Miguel Salvador
Luis Miguel Salvador (26 de febrer de 1968) és un exfutbolista mexicà.

## Selecció de Mèxic
Va formar part de l'equip mexicà a la Copa del Món de 1994.